# Pesco (araldica)
In araldica il pesco simboleggia il silenzio, la verità e la fedele segretezza.

Pesco fruttato di sei pezzi (stemma di Collebeato)
Pesco di verde, fustato al naturale, la chioma fruttata di quindici d'oro (Rivarolo del Re ed Uniti)
Albero di pesco d'argento, fruttifero d'oro (Burgohondo, Spagna)
Pesco di verde, fruttifero d'oro (Cofrentes, Spagna)